# Rezerwat przyrody Klif w Dziwnówku
Rezerwat przyrody Klif w Dziwnówku – rezerwat przyrody nieożywionej położony na terenie gminy Dziwnów w powiecie kamieńskim (województwo zachodniopomorskie).
Obszar chroniony utworzony został 8 lutego 2017 r. na podstawie Zarządzenia Regionalnego Dyrektora Ochrony Środowiska w Szczecinie z dnia 17 stycznia 2017 r. w sprawie uznania za rezerwat przyrody „Klif w Dziwnówku” (Dz. Urz. Woj. Zach. z 2017 r. poz. 414). Jest pierwszym (jednocześnie z utworzonym tego samego dnia rezerwatem przyrody Klif w Łukęcinie) w województwie zachodniopomorskim rezerwatem ekosystemów brzegu morskiego.
Obszar chroniony ma powierzchnię 4,17 ha i znajduje się na odcinku wzdłuż plaży, kilkaset metrów na wschód od zabudowań Dziwnówka. Obejmuje wydmy i tereny leśne, z erozji których powstał klif. Na części terenu rezerwatu znajdują się pozostałości po tunelach i umocnieniach obronnych, a także schronach tworzonych w latach 50. dla obrony Polskiej Rzeczypospolitej Ludowej przed desantem od strony morza. Fortyfikacje te są systematycznie odsłaniane przez postępującą erozję, a także m.in. przez sztorm z jesieni 2017.
Celem ochrony rezerwatowej jest „zachowanie krajobrazu ściany brzegu morskiego w obrębie oddziaływania naturalnych procesów abrazji”. Całość obszaru znajduje się pod ochroną krajobrazową.